# Encyrtus aquilus
Encyrtus aquilus är en stekelart som beskrevs av Prinsloo 1982. Encyrtus aquilus ingår i släktet Encyrtus och familjen sköldlussteklar. Inga underarter finns listade i Catalogue of Life.